# Toni Pagot
Toni Pagot, pseudonimo di Antonio Pagotto (Milano, 16 dicembre 1921 – Roncello, 7 luglio 2001), è stato un animatore, fumettista e regista italiano. 
È stato uno dei pionieri dell'animazione italiana, oltre che uno dei maestri del locale movimento fumettistico, divenuto famoso soprattutto per la creazione, assieme al fratello Nino, dei personaggi Calimero e Grisù il draghetto.

## Biografia
Antonio, nato 13 anni dopo il fratello Nino, si appassiona al mondo dell'animazione e del fumetto, iniziando una lunga e proficua collaborazione con il fratello maggiore.
Uno dei primi prodotti nati da quello che può essere considerato il primo studio di animazione italiano, fondato nel 1938 con il nome di Pagot Film, Intercartoon nel 1972 e Rever nel 1977 (che negli anni vede anche la collaborazione di Marco e Gina, figli di Nino) è il lungometraggio I fratelli Dinamite (1949), che insieme a La rosa di Bagdad (dello stesso anno) di Anton Gino Domeneghini, è il primo lungometraggio prodotto in Italia.
Il film dei fratelli Pagot, in breve, narra le sconclusionate disavventure dei tre fratelli Din, Don, Dan, che alternano un disastro dietro l'altro, per il divertimento dello spettatore cinematografico. Questa prima avventura non ebbe grande successo, convincendo la Pagot Film a specializzarsi in prodotti televisivi.
Oltre alle già citate collaborazioni con il mondo della pubblicità, per il quale vennero creati i personaggi di Jo Condor, su idea di Romano Bertola, e di Grisù il draghetto, creato subito dopo la morte di Nino (avvenuta nel 1972), lo studio di animazione iniziò anche una stretta collaborazione con gli statunitensi William Hanna e Joseph Barbera, per produrre cortometraggi con i loro personaggi.
Successivamente Toni si dedica al mondo del fumetto. Iniziano collaborazioni con il Corriere dei Piccoli e con il Corriere dei ragazzi che, per quasi tutti gli anni settanta pubblicarono le avventure di Calimero, per poi iniziare, a partire dal 1977, una lunga e proficua collaborazione con Il Giornalino. Di questo periodo il suo personaggio più noto e significativo è certamente il poetico Micromino, un bambino senza famiglia che abita nella discarica della città Solipsia. Con le sue avventure, Antonio Pagotto ha la possibilità di criticare la società moderna, che già da allora si avviava velocemente verso gli eccessi del consumismo, dimenticandosi spesso del rispetto per l'ambiente.Sempre nel 1977, all'interno della TV2 Ragazzi in Qui cartoni animati viene trasmessa Porfirio e Pepe, una serie d'animazione televisiva che terminerà dopo soli 5 episodi nello stesso anno.
Come autore completo si ricordano anche le riduzioni a fumetti dei racconti vincitori dei concorsi Peter Pan e Scrivi una favola diventerà un fumetto, rivolti ai lettori delle scuole elementari, le sue storie con i personaggi Hanna-Barbera, in particolare con Braccobaldo protagonista e la serie I ragazzi di Giocity.
Come sceneggiatore, invece, si ricorda soprattutto la serie Il fiuto di Sherlock Holmes, versione a fumetti dell'omonima serie animata coprodotta dal suo studio insieme alla Rai e alla Tokyo Movie Shinsha: nata dall'intuizione di Marco Pagot (che venne omaggiato da Hayao Miyazaki con il protagonista di Porco Rosso, chiamato proprio Marco Pagot), la serie narra le avventure di uno Sherlock Holmes dalle fattezze canine che deve spesso sventare i complicatissimi piani del suo acerrimo nemico, il Professor Moriarty, accompagnato da due imbranati assistenti.
La sua ultima storia è Karol Wojtyła, la biografia a fumetti di Giovanni Paolo II, realizzata in collaborazione con l'altro maestro Sergio Toppi, opera che fece il giro del mondo, ottenendo anche una pubblicazione negli Stati Uniti ed una mostra itinerante.
Pagot muore, all'età di 79 anni, a Roncello (Monza e Brianza), il 7 luglio 2001.